# Ashes Tour 1926
Die Ashes Tour 1926 war die Tour der australischen Cricket-Nationalmannschaft, die die 26. Austragung der Ashes beinhaltete, und wurde zwischen dem 12. Juni und 18. August 1926 ausgetragen. Die internationale Cricket-Tour war Teil der internationalen Cricket-Saison 1926 und umfasste fünf Test-Matches. Australien gewann die Serie 1–0.

## Vorgeschichte
Für beide Mannschaften war es die erste Tour der Saison.
Das letzte Aufeinandertreffen der beiden Mannschaften bei einer Tour fand in der Saison 1924/25 in Australien statt.

## Stadien
Die folgenden Stadien wurden für die Tour als Austragungsort vorgesehen.
| Stadion                     | Stadt      | Kapazität | Spiele  |
| --------------------------- | ---------- | --------- | ------- |
| Headingley Stadium          | Leeds      | 17.000    | 3. Test |
| The Oval                    | London     | 23.500    | 5. Test |
| Lord’s Cricket Ground       | London     | 30.000    | 2. Test |
| Old Trafford Cricket Ground | Manchester | 19.000    | 4. Test |
| Trent Bridge                | Nottingham | 15.350    | 1. Test |

## Kaderlisten
Die Mannschaften benannten die folgenden Kader.
| Test | Test |
| England | Australien |
| --- | --- |
| - Arthur Carr (K) - Percy Chapman - George Geary - J. W. Hearne - Patsy Hendren - Jack Hobbs - Roy Kilner - Harold Larwood - George Macaulay - Wilfred Rhodes - Fred Root - Greville Stevens - Bert Strudwick (wk) - Herbert Sutcliffe - Maurice Tate - Ernest Tyldesley - Frank Woolley | - Herbie Collins (K) - Warren Bardsley (VK) - Tommy Andrews - Sam Everett - Jack Gregory - Clarrie Grimmett - Charles Macartney - Arthur Mailey - Bert Oldfield (wk) - Bill Ponsford - Arthur Richardson - Jack Ryder - Johnny Taylor - Bill Woodfull |

## Tour Matches
Australien bestritt während der Tour 31 Tour Matches.

## Tests

### Erster Test in Nottingham
| 12. – 15. Juni Scorecard | Nottingham | England 32-0 (17.2) | – | Australien |
|                          |            | Remis               |   |            |

### Zweiter Test in London
| 26. – 29. Juni Scorecard | London (Lord’s) | Australien 383 (154.5) & 194-5 (88) | – | England 475-3d (168) |
|                          |                 | Remis                               |   |                      |

### Dritter Test in Leeds
| 10. – 13. Juli Scorecard | Leeds | Australien 494 (165) | – | England 294 (128) & 254-3 (86) (f/o) |
|                          |       | Remis                |   |                                      |

### Vierter Test in Manchester
| 24. – 27. Juli Scorecard | Manchester | Australien 335 (150.2) | – | England 305-5 (125) |
|                          |            | Remis                  |   |                     |

### Fünfter Test in London
| 14. – 18. August Scorecard | London (Oval) | England 280 (95.5) & 436 (182.5) | – | Australien 302 (152.1) & 125 (52.3) |
|                            |               | England gewinnt mit 289 Runs     |   |                                     |